# Liga de Esmalcalda
A Liga de Esmalcalda ou de Schmalkalden (Schmalkaldischer Bund, em alemão) era uma aliança defensiva de príncipes protestantes do Sacro Império Romano criada em 27 de fevereiro de 1531. Recebeu o nome da cidade de Schmalkalden, na Turíngia (atual Alemanha), onde foi proclamada.
A liga foi fundada em 27 de fevereiro de 1531 por Filipe I de Hesse e João Frederico, Eleitor da Saxônia, que se comprometeram a defender-se mutuamente caso seus territórios fossem atacados pelo imperador Carlos V. 
Anhalt, Bremen, Brunswick-Lüneburg, Magdeburgo, Mansfeld, Estrasburgo e Ulm também foram membros fundadores. Konstanz, Reutlingen, Memmingen, Lindau, Biberach an der Riß, Isny im Allgäu e Lübeck juntaram-se posteriormente. Os integrantes da liga concordaram em fornecer um total de 10 000 soldados e 2 000 cavaleiros para a mútua proteção.
Depois da morte de Ulrich Zwingli  algumas cidades do sul da Alemanha buscaram o apoio da liga, que se tornara o centro da oposição aos Habsburgos. 
Em 1532, a liga aliou-se à França e, em 1538, à Dinamarca. A liga raramente provocou Carlos V de maneira direta, mas confiscou terras da Igreja, expulsou bispos e príncipes católicos e apoiou a propagação do luteranismo no norte da Alemanha.
A crise entre a liga e o Império Habsburgo se instaurou abertamente a partir de 1542, na Dieta de Spira, quando os príncipes protestantes pediram ao imperador o reconhecimento oficial da sua autonomia religiosa e a isso condicionam a ajuda militar e financeira necessária para a guerra contra o Império Otomano. 
Carlos V celebrou a paz com a França em 1544 (Tratado de Crépy), ficando estabelecido que os franceses denunciariam sua aliança com a Liga. O imperador e o papa Paulo III começam então a reunir um exército em 1546, enquanto os integrantes da liga se desentendiam, incapazes de se unir em sua própria defesa, como originalmente proposto. Carlos derrotou a liga na Batalha de Mühlberg, em 24 de abril de 1547, capturando muitos dos seus líderes. Entretanto, nos anos subsequentes, as tropas imperiais não conseguiram obter êxitos semelhantes. A posição de Carlos V se tornou particularmente crítica. Derrotado pela liga, entrou em guerra também contra os turcos otomanos, e os franceses se aproveitaram da situação para tomar Metz, Toul e Verdun. 
Assim, em 1555, Carlos V é obrigado a assinar um acordo com os revoltosos celebrando-se a Paz de Augsburgo, que estabeleceu o princípio do cuius regio, eius religio, segundo o qual os súditos seguem a religião do governante. E enfim, embora às custas de grandes perdas, os líderes da Liga de Esmalcalda conseguiram seu objetivo.